# Буго (Милано)
Буго је насеље у Италији у округу Милано, региону Ломбардија.
Према процени из 2011. у насељу је живело 47 становника. Насеље се налази на надморској висини од 114 м.